# Qian Gong

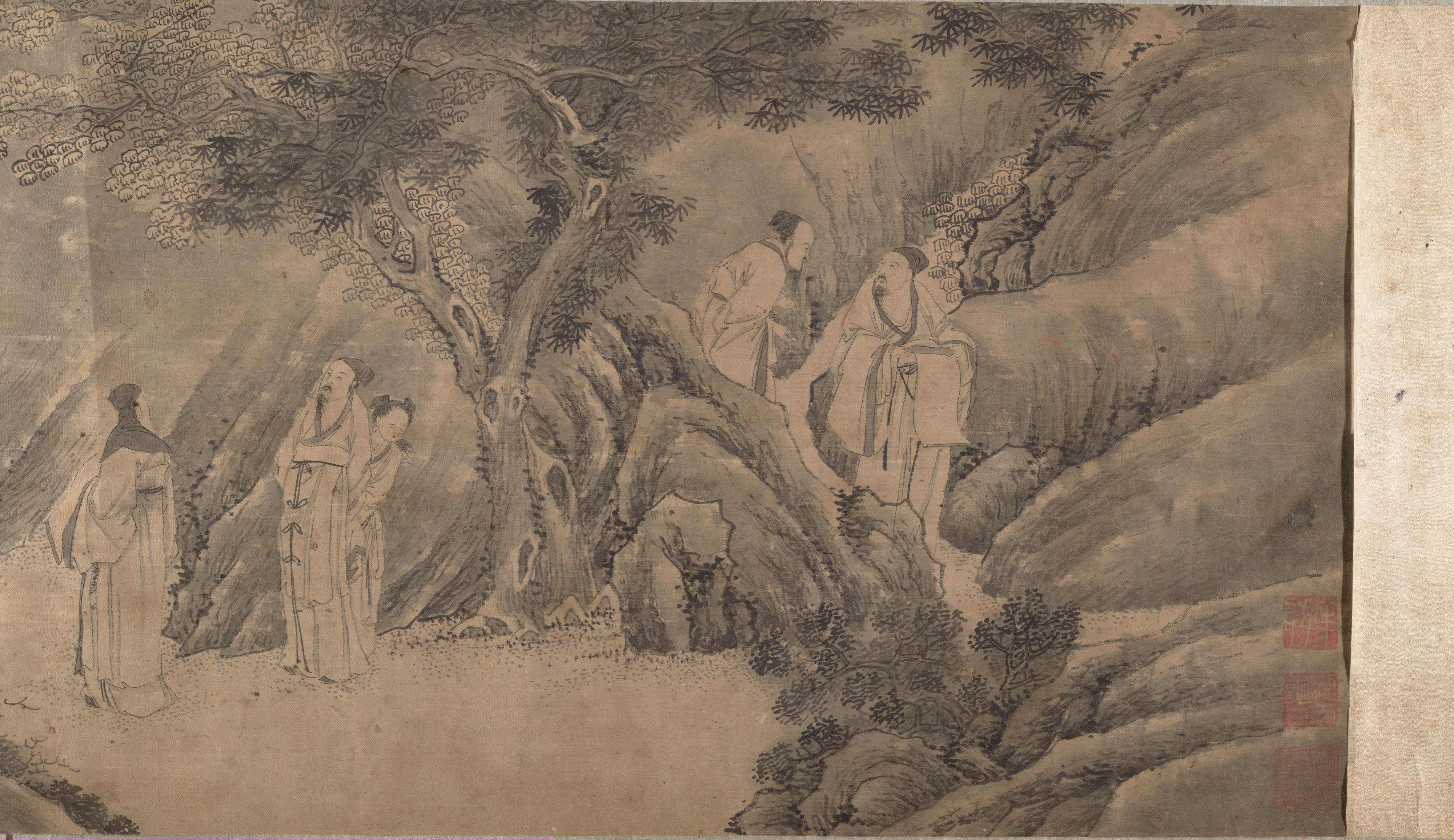

Qian Gong ou Ch'ien Kung ou Ts'ien Kong (錢貢), surnom: Yufang (禹方), nom de pinceau: Cangzhou (滄洲) est un peintre de genre, de figures, de paysages, chinois des XVIe et XVIIe siècles. Ses dates de naissance et de décès, ainsi que ses origines, ne sont pas connues.

## Biographie
Qian Gong est actif pendant l'ère Wanli (1573-1620), comme peintre de paysages et de figures, laissant plusieurs œuvres signées et datées, non décrites le Dictionnaire Bénézit.